# Drefféac

Drefféac este o comună în departamentul Loire-Atlantique, Franța. În 2009 avea o populație de 1,753 de locuitori.